# Heřmanice (kraj liberecki)
Heřmanice – gmina w Czechach, w powiecie Liberec, w kraju libereckim. Według danych z dnia 1 stycznia 2013 liczyła 246 mieszkańców.
W 2009 r. na północ od wsi, na niewielkim pagórku, zbudowano wieżę widokową – Heřmanická rozhledna. Licząca 25 m wysokości wieża otwarta została w 2012 r. Do jej budowy zużyto ponad 35 metrów sześciennych drewna modrzewiowego, które zostało połączone za pomocą 12 tysięcy wkrętów i ponad 800 śrub. Na platformę widokową prowadzą dwie klatki schodowe, o 90 bądź 99 stopniach. Wstęp na wieżę jest darmowy.